# Jäkäläpää (kulle)
Jäkäläpää är en kulle i Finland.   Den ligger i den ekonomiska regionen Norra Lappland och landskapet Lappland, i den norra delen av landet, 900 km norr om huvudstaden Helsingfors. Toppen på Jäkäläpää är 410 meter över havet.
Terrängen runt Jäkäläpää är huvudsakligen lite kuperad.  Trakten runt Jäkäläpää är nära nog obefolkad, med mindre än två invånare per kvadratkilometer. Det finns inga samhällen i närheten. Omgivningarna runt Jäkäläpää är i huvudsak ett öppet busklandskap.